# Melita Ruhn
Melita Ruhn född den 19 april 1965 i Sibiu, Rumänien, är en rumänsk gymnast.
Hon tog OS-silver i lagmångkampen, OS-brons i barr och OS-brons i hopp i samband med de olympiska gymnastiktävlingarna 1980 i Moskva.